# ژولیان کوته
ژولیان کوته (انگلیسی: Julianne Côté؛ زادهٔ ۷ مهٔ ۱۹۹۰) هنرپیشه اهل کانادا است. وی از سال ۲۰۰۳ میلادی تاکنون مشغول فعالیت بوده‌است.
از فیلم‌ها یا برنامه‌های تلویزیونی که وی در آن نقش داشته‌است می‌توان به شما خواب نیکول هستید اشاره کرد.